# 大貫隆
大貫 隆（おおぬき たかし、1945年4月26日 - ）は、日本の宗教学者・聖書学者。専攻は、新約聖書学・古代キリスト教文学の研究。東京大学名誉教授。日本宗教学会理事。日本新約学会理事。日本聖書学研究所所員。静岡県出身。

## 学歴
- 1945年4月：静岡県[1]浜松市生まれ。
- 1964年3月：静岡県立浜松北高等学校卒業。
- 1968年3月：一橋大学社会学部卒業。
- 1970年4月：東京大学大学院人文科学研究科西洋古典学専門課程修士課程入学。
- 1972年：東京大学大学院修士課程を修了、同博士課程に進学。
- 1974年から1979年までドイツ福音主義教会及びドイツ学術交流会の奨学金を得てドイツに留学しユリウス・マクシミリアン大学ヴュルツブルク神学部及びルートヴィヒ・マクシミリアン大学ミュンヘン神学部で学ぶ。
- 1979年：ルートヴィヒ・マクシミリアン大学ミュンヘン神学部大学院博士課程修了、神学博士（Dr. theol.）。
- 1980年：東京大学大学院人文科学研究科西洋古典学専門課程単位取得退学。荒井献門下。

## 職歴
- 1968年4月：日本楽器製造株式会社（現ヤマハ株式会社）本社に勤務（1970年まで）。
- 1980年：東京女子大学文理学部哲学科専任講師。のちに助教授に昇格。
- 1986年から87年までアレクサンダー・フォン・フンボルト財団の支援を受けて、ドイツのルプレヒト・カール大学ハイデルベルク神学部で客員研究員として研究。
- 1991年：東京大学教養学部助教授。
- 1995年：東京大学大学院総合文化研究科教授に昇格。
- 1995年：アレクサンダー・フォン・フンボルト財団の支援を受け、ルートヴィヒ・マクシミリアン大学ミュンヘン神学部及びルプレヒト・カール大学ハイデルベルク神学部で在外研究。
- 2002年：アレクサンダー・フォン・フンボルト財団の支援を受け、ルートヴィヒ・マクシミリアン大学ミュンヘン神学部及びルプレヒト・カール大学ハイデルベルク神学部で在外研究。
- 2005年：東京大学大学院総合文化研究科研究科地域文化研究専攻長
- 2009年3月：東京大学定年退職[5]
- 2009年4月：東京大学名誉教授、自由学園最高学部教師。
- 2010年から2014年10月まで：自由学園最高学部長。
- 2014年10月　自由学園退職

## 受賞歴
- 1985年　日本宗教学会賞[6]
- 2016年　日本翻訳文化賞

## 著作
- 『世の光イエス　ヨハネによる福音書－福音書のイエス・キリスト 4』講談社、1984年
- 『福音書研究と文学社会学』岩波書店、1991年
- 『神の国とエゴイズム イエスの笑いと自然観』教文館、1993年
- 『隙間だらけの聖書 愛と想像力のことば』教文館、1993年
- 『マルコによる福音書注解 1』日本基督教団・宣教委員会「“現代の宣教”のための聖書注解書」刊行委員会、1993年
- 『福音書と伝記文学』岩波書店、1996年
- 『終わりから今を生きる 姿勢としての終末論』教文館、1999年
- 『グノーシスの神話』岩波書店、1999年／岩波人文書セレクション、2011年／講談社学術文庫、2014年
- 『グノーシス考』岩波書店、2000年
- 『ロゴスとソフィア ヨハネ福音書からグノーシスと初期教父への道』教文館、2001年
- 『イエスという経験』岩波書店、2003年／岩波現代文庫、2014年
- 『新約聖書ギリシア語入門』岩波書店、2004年
- 『イエスの時』岩波書店、2006年。『イエスという経験』の姉妹編
- 『グノーシス「妬み」の政治学』岩波書店、2008年
- 『聖書の読み方』岩波新書、2010年
- 『真理は「ガラクタ」の中に　自立する君へ』教文館、2015年
- 『終末論の系譜』筑摩書房、2019年
- 『ヨハネ福音書解釈の根本問題：ブルトマン学派とガダマーを読む』ヨベル、2022年
- 『グノーシス研究拾遺：ナグ・ハマディ文書からヨナスまで』ヨベル、2023年
- 『原始キリスト教の「贖罪信仰」の起源と変容』ヨベル、2023年

### 外国語著作
- Gemeinde und Welt im Johannesevangelium. Ein Beitrag zur Frage nach der theologischen und pragmatischen Funktion des johanneischen "Dualismus", Neukirchen-Vluyn 1984
- Gnosis und Stoa: Eine Untersuchung zum Apokryphon des Johannes, Göttingen/Freiburg (Schweiz), 1989
- Sammelbericht als Kommunikation: Studien zur Erzählkunst der Evangelien, Neukirchen-Vluyn :Neukirchener Verlag, 1997
- Heil und Erlösung: Studien zum Neuen Testament und zur Gnosis, Tübingen: Mohr Siebeck, 2004
- Jesus. Geschichte und Gegenwart, Neukirchen-Vluyn 2006
- Jesus' Time. The Image Network of the Historical Jesus, Foreword by Gerd Theissen, Blandford Forum, UK, 2009
- Neid und Politik. Eine neue Lektüre des gnostischen Mythos, Göttingen 2011

## 編著
- 『イエス研究史 古代から現代まで』日本基督教団出版局、1996年（佐藤研共編）
- 『聖書の言語を超えて ソクラテス・イエス・グノーシス』岩波書店、1997年（宮本久雄、山本巍共著）
- 『グノーシス　陰の精神史』岩波書店、2001年（島薗進、高橋義人、村上揚一郎共編）
- 『グノーシス　異端と近代』岩波書店、2001年（島薗進、高橋義人、村上揚一郎共編）
- 『歴史を問う1-6』岩波書店、2001-2004年（上村忠男、月本昭男、二宮宏之、山本ひろ子共編）
- 『岩波キリスト教辞典』岩波書店、2002年（名取四郎、宮本久雄、百瀬文晃共編）
- 『一神教文明からの問いかけ 東大駒場連続講義』講談社、2003年（宮本久雄共編）
- 『新版　総説新約聖書』日本キリスト教団出版局、2003年（山内眞共編）
- 『受難の意味 アブラハム・イエス・パウロ』東京大学出版会、2006年（宮本久雄、山本巍、山脇直司、岡部雄三共著）
- 『一神教とは何か　公共哲学からの問い』東京大学出版会、2006年（黒住眞、金泰昌、宮本久雄共編）
- 『イスカリオテのユダ』日本キリスト教団出版局、2007年（編著）
- 『イエス・キリストの復活　現代のアンソロジー』日本キリスト教団出版局、2011年（編著）
- 『新約聖書・ヘレニズム原典資料集』東京大学出版会、2013年（筒井賢治共編）

## 訳書
一次資料
- 『ヨハネ文書』岩波書店、1995年（小林稔共訳）
- 『ナグ・ハマディ文書 I-IV』岩波書店、1997-1998年（荒井献、小林稔、筒井賢治共編訳）
  - 『新約聖書外典　ナグ・ハマディ文書抄』岩波文庫、2022年
- 『グノーシスの変容』岩波書店、2010年（荒井献共編訳）

研究書
- E. ケーゼマン 『イエスの最後の意志：ヨハネ福音書とグノーシス主義』ヨルダン社、1978年（善野碩之助共訳）
- ヨーゼフ・ブリンツラー『イエスの裁判』新教出版社、1988年（善野碩之助共訳）
- L.ショットロフ、W.シュテーゲマン『ナザレのイエス 貧しい者の希望』日本基督教団出版局、1989年
- 『ギリシア語新約聖書釈義事典I-III』教文館、1993-1995（荒井献、H.J.マルクス、川島貞男共監訳）
- クルト・ルドルフ『グノーシス：古代末期の一宗教の本質と歴史』岩波書店、2001年（入江良平、筒井賢治共訳）
- ブルース・マリーナ／リチャード・ロアボー『共観福音書の社会科学的注解』新教出版社、2001年（加藤隆共訳）
- ミシェル・タルデュー『マニ教』白水社・文庫クセジュ、2002年（中野千恵美共訳）
- G. タイセン『新約聖書 歴史・文学・宗教』教文館、2003年
- フェルディナント・ハーン『新約聖書神学 I 上』日本キリスト教団出版局、2006年（大友陽子共訳）
- ペーター・ミュラー『この男は何者なのか マルコ福音書のイエス 物語の語り手、宣教者、教師としてのマルコ』教文館、2007年
- ゲルト・タイセン『原始キリスト教の心理学 初期キリスト教徒の体験と行動』新教出版社、2008年
- フェルディナント・ハーン『新約聖書神学 II 上・下』日本キリスト教団出版局、2013-19年（田中健三共訳）
- ハンス・ヨナス『グノーシスと古代末期の精神』全2部、ぷねうま舎、2015年